# Singeki no kjodzsin
A Singeki no kjodzsin (進撃の巨人; Hepburn: Shingeki no kyojin; angol címén Attack on Titan) japán mangasorozat, amelyet Isayam Hajime ír és illusztrál. A sorozat 2009. szeptember 9-én jelent meg először a Kodansha Besszacu Sónen Magazine-jában és 2013. december 9-én jelent meg a tizenkettedik tankóbon kötete.
A Singeki no kjodzsin egy olyan világban játszódik, ahol az emberiség magas falakkal körülvett városokban elzárkózva él, mivel a falakon kívül titánok, óriási emberszerű lények falják fel őket, minden ok nélkül. A történet középpontjában Eren Jaeger (Jäger), és gyermekkori barátai Mikasa Ackerman valamint Armin Arlert állnak, akik élete örökre megváltozik a Kolosszális Titán megjelenésével, aki szülővárosuk lerombolását és Eren édesanyjának a halálát is okozza. Eren megesküszik, hogy bosszút fog állni, és visszaszerzi a titánoktól az emberiség szabadságát. Ennek megvalósításához Mikasával és Arminnal együtt csatlakozik a Felderítő Egységhez (調査兵団; Csósza Heidan; Hepburn: Chōsa Heidan), ahhoz az elit csapathoz, akik a falakon kívül harcolnak a titánok ellen.
2011 decemberében egy spin-off light novel adaptáció is elindult Singeki no kjodzsin: Before the Fall, amelyből egy mangafeldolgozás is készül. Utóbbi műveken kívül még kívül még két mangasorozat fut. Az animeadaptációt a Wit Studio és a Production I.G készítette, amit Japánban 2013. április 6. és szeptember 28. között sugárzott az MBS csatorna. Az anime vetítési jogait a Funimation Entertainment szerezte meg Észak-Amerikában, a Manga Entertainment pedig az Egyesült Királyságban és Ausztráliában. Öt videójáték adaptáció is készült a sorozathoz, melyek közül négyet a Nitroplus és a Production I.G, egyet pedig a Spike Chunsoft fejlesztett. Az élőszereplős film két részletben, 2015. augusztus 1-én és szeptember 19-én került bemutatásra Japánban.
A mangasorozat átütő sikert aratott, csak 2013-ban több mint 28 millió kötetet adtak el belőle. Az anime megjelenése is tovább fokozta a sorozat népszerűségét, habár témája gyakran áll viták középpontjában.

## A sorozat világa

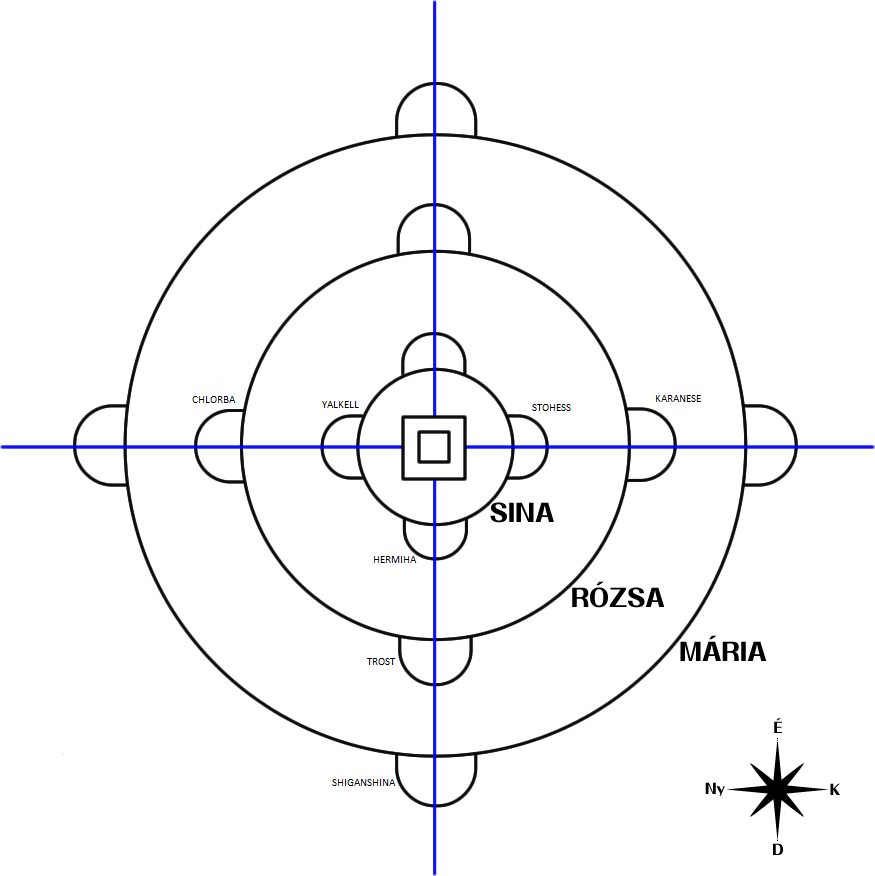
Az emberi világ a Singeki no kjodzsinban: a három koncentrikus fal és a körzetek

Száz évvel a történet kezdete előtt, az óriási emberszerű lények, a titánok (巨人; kjodzsin; Hepburn: kyojin), arra kényszerítették az emberiséget, hogy magas koncentrikus falak rendszere közé meneküljenek. Ezek a Mária fal (ウォール・マリア; Vóru Maria; Hepburn: Wōru Maria; Wall Maria, legkülső), a Rózsa fal (ウォール・ローゼ; Vóru Róze; Hepburn: Wōru Rōze; Wall Rosé, középső), és a Sina fal (ウォール・シーナ; Vóru Sína; Hepburn: Wōru Shīna; Wall Sina, legbelső). A falak között az emberiség békében élt egészen 100 éven keresztül, ám egy 60 méteres óriás titán (kolosszális óriás) és egy kisebb, de páncéllal védett titán (páncélos óriás) hirtelen támadása, arra kényszerítette őket, hogy elhagyják a Mária fal és Rózsa fal közötti földeket, ami éhínséget és zűrzavart hozott magával.
A titánokról nagyon keveset tudunk, a körülbelül 3-15 méter magasságú óriási teremtmények ösztönösen támadják és falják fel az embereket, amint megpillantják őket. Pedig a túléléshez nincs is szükségük húsra, hiszen még akkor sem vadásznak állatokra, ha hosszabb ideig nem találkoznak emberekkel. Az energiájukat is úgy tűnik, közvetlenül a napfényből nyerik. Kemény a bőrük, és regeneráló képességeik miatt csak úgy lehet velük végezni, ha egy mély vágást ejtenek a tarkójukon. Ennek a gyengepontnak az ismerete vezetett a háromdimenziós manőver felszerelés (立体機動装置; Rittai Kidó Szócsi; Hepburn: Rittai Kidō Sōchi) kifejlesztéséhez, ami lehetővé tette az emberek számára, hogy háromdimenziós térben villám gyorsan navigáljanak. A felszerelés nagy mobilitást ad a használójának, ám ehhez kiváló egészségi állapotra és mozgékonyságra valamint egyensúly érzékre van szükség.

## Cselekmény
A sorozat Eren Yeager, és gyermekkori barátai, Mikasa Ackerman, valamint Armin Arlert történetét követi. Miután a külső falakat áttörték a titánok, köztük a 60 méter magas bőrtelen kolosszális titán és a meglepően intelligens páncélos titán, és miután édesanyja meghalt, Eren megfogadja, hogy bosszút áll rajtuk, majd Mikasával és Arminnal karöltve belép a hadseregbe. Évekkel később a titánokkal folytatott első küzdelme alkalmával, Eren felfedezi, hogy birtokában van annak a képességnek, hogy ő maga is titánná tud változni. Egyesek az emberiség ellenségét, mások az emberiség reményét látják benne. Eren társaival együtt részt vesz a reménytelen küzdelemben, hogy megvédje, ami megmaradt a társadalmukból, közben keresve a válaszokat a rejtélyes titánokkal, a falakkal, és a saját létezésével kapcsolatban is.

## A sorozat megszületése és az alkotói folyamat

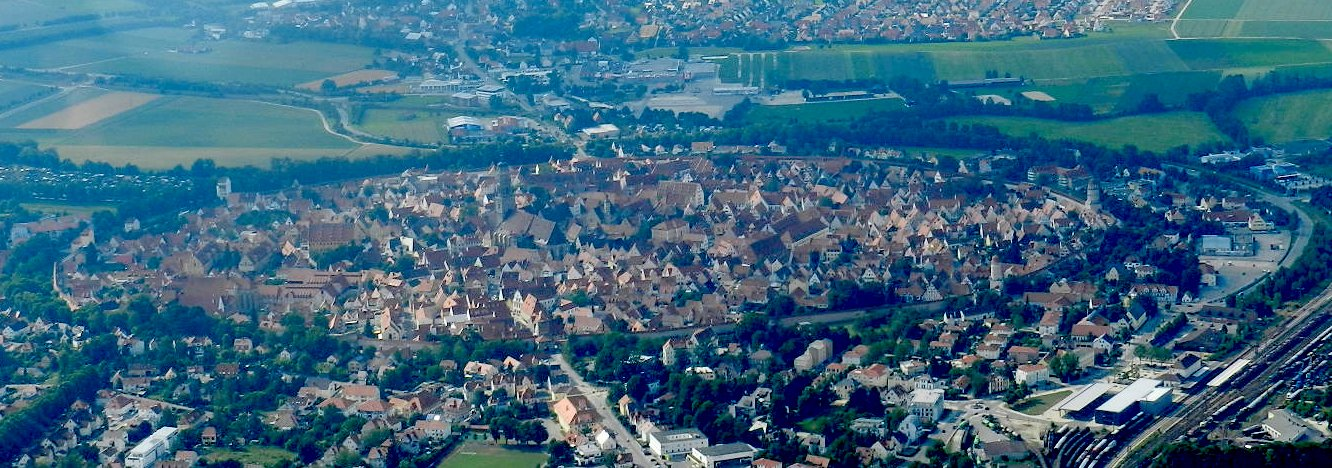
Nördlingen városa a sorozatban látott településekre hasonlít

Iszajama Hadzsime legelőször egy 65 oldalas one-shot mangát készített Singeki no kjodzsin címmel 2006-ban. Munkáját először a Shueishának mutatta be, hogy azt publikálja a Súkan Sónen Jumpban, azonban mivel a stílusa kissé eltért a magazin fő vonalától, a szerkesztő arra kérte Iszajamát, hogy módosítson a szövegén, ezt azonban visszautasította. Ezután felkereste a Kodanshát, amely 2006 júliusában a „legjobb munka” díjával jutalmazta. A manga publikálása végül 2009-ben kezdődhetett meg.
Iszajamának már a sorozat megjelenése előtt megvoltak az ötletei a különböző csavarokhoz, ám ezeket mindig akkor teljesíti ki, amikor dolgozik rajtuk. A titánok ötletét a szerzőt egy internetkávézóban ért kellemetlen incidens adta, ahol az egyik ittas vendég a gallérjánál fogva megragadta. Az érzést, hogy milyen mikor olyannal találkozol, akivel képtelenség kommunikálni, a titánokon keresztül közvetíti felénk. A szereplők megjelenésének tervezésekor is valódi modelleket használ, mint például a főszereplő Eren Yeager titán alakját Okami Júsin harcművészről mintázta, vagy a páncélos titán alakját Brock Lesnar inspirálta. Iszajamára a falak ábrázolásánál nagy hatással volt a japán kultúra, hiszen a japánok hajlamosak az elszigetelődésre és a bezárkózásra. Az emberek belső érzései is a legfőbb ihletői a sorozatnak. E tekintetben hatással voltak rá gyermekkori élményei, amikor egy eldugott hegyi faluban élt, ahogy a sorozat szereplői is tették a sorozat első felének egy részében. Nördlingen német város megőrizte középkori jellegét és hasonlít a sorozatban látott fallal körülvett városokra.
A szerző úgy becsülte, hogy átlagosan havonta egy hétre van szüksége egy fejezet vázlatának elkészítéséhez, és két hétre a fejezet megrajzoláshoz. Iszajama azt nyilatkozta, hogy a történetet már egészen előremenően kigondolta, és meg is jelölte, hogy melyik kötetben, majd milyen „igazságra” derül fény. 2013 szeptemberében pedig azt nyilatkozta, hogy tervezi a sorozatot 20 kötetben befejezni. Iszajama eredetileg tragikus befejezést szánt a sorozatnak, amelyet Stephen King A köd című novellájára alapozott volna. Azonban a manga és az anime fogadtatását látva meggondolta magát az olvasók érdekeit szem előtt tartva.

## Médiamegjelenések

### Manga
A manga sorozat a Kodansha Besszacu Sónen Magazine 2009. szeptemberi számával indult. Az első tankóbon kötetet 2010. március 17-én adták ki, és a tizenegyedik kötet 2013. augusztus 9-én jelent meg. 2013 júniusában a manga eladása Japánban elérte a 20 milliomodik példányt.
Az Attack on Titan: Junior High (進撃！巨人中学校, Singeki! Kjodzsin Csúgakkó, Hepburn-átírással: Shingeki! Kyojin Chūgakkō) című spin-off vígjáték sorozatot Nakagava Szaki írta hozzá, és szintén a Besszacu Sónen Magazine kezdte kiadni 2012 májusától. A főszereplők itt mint középiskolás diákok harcolnak a „titánok” ellen. Egy másik manga sorozat azon a light novel adaptáción alapszik, ami az előzményeket dolgozza fel. Attack on Titan: Before the Fall címen 2013 augusztusától kezdték megjelentetni a Kodansha Gekkan Sónen Sirius magazinjában. Siki Szatosi az illusztrálója. A Choice With No Regrets című visual novel adaptáción alapuló manga pedig 2013 novemberében indult az Aria magazinban Attack on Titan Gaiden: Kuinaki Szentaku (進撃の巨人 悔いなき選択, Hepburn-átírással: Shingeki no Kyojin Kuinaki Sentaku) címen. Az írója Szunaaku Gan, az illusztrációkat pedig Szuruga Hikaru készíti. A történet Levi múltjáról szól, aki az egyik legkiemelkedőbb karaktere a sorozatnak. A Kodansha be is jelentette, hogy az Aria magazin példányszámát 500 százalékkal megemelik, mivel annyira nagy volt az érdeklődés a prológus fejezet szeptemberi megjelenése után.
Észak-Amerikában a sorozatot a Kodansha Comics USA kezdte el kiadni angolul. 2012. június 19-én adták ki az első kötetet, és 2013. november 26-án már a kilencedik kötet került kiadásra. 2013 októberében a manga Észak-Amerikában is elérte a félmilliomodik eladott példányt. A Kodansha Comics USA megvette a licenc jogát a három spin-off manga sorozatnak is, az első kötetek kiadása 2014 tavaszán és nyarán várható.

### Light novelek
A light novel sorozatot Attack on Titan: Before the Fall (進撃の巨人 Before the fall, Hepburn-átírással: Shingeki no Kyojin Before the Fall) címen, Szuzukaze Rjó írta és Sibamoto Thores készítette hozzá az illusztrációkat. 2011. december 2-án kezdődött a kiadása szintén a Kodansha által, és a manga cselekményeihez képest jóval korábbi eseményeket mesél el. Eddig három kötet jelent meg, amelyből az első Angel történetéről szól, aki feltalálta a 3D manőver felszerelést. A másik két kötet pedig egy fiatal férfiről szól, akit csecsemő korában egy titán gyomrában találtak meg. A light novelek kiadását a Vertical fogja elkezdeni 2014 nyarán.

### Anime
Az anime adaptációt a Wit Studio készítette, és az MBS csatornán vetítették 2013. április 6 és szeptember 28 között. Rendezője Araki Tecuró. Mind a Funimation és a Crunchyroll is közvetítette a sorozatot a saját oldalán, a Funimation szándékában is áll kiadni Észak-Amerikában 2014-ben. Az animét az Egyesült Királyságban és Ausztráliában a Manga Entertainment licencelte. Az OVA változatot "Ilse naplója" címmel eredetileg 2013. augusztus 9-én akarták kiadni a tizenegyedik kötettel, limitált kiadásban, de ezt elhalasztották, helyette a tizenkettedik kötethez lesz hozzácsatolva. A második OVA 2014. április 9-én fog megjelenni a tizenharmadik kötet mellékleteként, és a 104-es osztag tagjaira fog koncentrálni.
Az első 13 rész alatt a nyitó főcímdal a Linked Horizon "Guren no Jumija" (紅蓮の弓矢, Hepburn-átírással: Guren no Yumiya) című dala volt, a záró főcímdal pedig az "Ucukusiki Zankoku na Szekai" (美しき残酷な世界, Hepburn-átírással: Utsukushiki Zankoku na Sekai) Hikasza Jóko előadásában. 14-25-ös epizódok alatt a nyitódal a "Dzsijú no Cubasza" (自由の翼, Hepburn-átírással: Jiyū no Tsubasa) szintén a Linked Horizon együttestől, míg a záródal a "great escape" a Cinema Staff bandától. Mind a "Guren no Jumija" és a "Dzsijú no Cubasza" is 2013. július 10-én jelent meg a "Dzsijú e no Singeki" kislemez részeként.
Az anime folytatása az első évad után 4 évvel jelent meg, pontosan 2017.04.01. Ez alatt az idő alatt a grafika rengeteget fejlődött, valamint ez az évad is kapott új nyitódalt a "Sinzó wó Szászágejó"(心臓を捧げよ, Hepburn-átírással: Shinzou wo Sasageyo) néven ismét a Linked Horizon előadásában. A szezon 12 részből áll, az utolsó 2017. június 17-én jelent meg.
2018-ban elindult a harmadik évad, melynek betétdalát Red Swan címmel a Yoshiki vette fel, Hyde közreműködésével.

### Videójátékok
Eddig négy videójáték készült el a sorozathoz a Nitroplus fejlesztésben, a Production I.G kiadóval közösen. A játékok visual novelek és az anime Blu-ray lemezek harmadik és hatodik részén találhatóak. A játékok spin-off történetek a sorozat szereplőiről. Iszajama Hadzsime maga vizsgálja felül a játékok fejlesztését.
A harmadik Blu-ray szeptember 18-án jelent meg, amin Szeko Lost In The Cruel World című visual novelje található, ami Mikasáról szól. Valamint ezen található az előzetese Szaaku Gan A Choice With No Regrets (悔いなき選択, Kuinaki Szentaku, Hepburn-átírással: Kuinaki Sentaku) című visual noveljének. A hatodik Blu-ray december 18-án fog megjelenni, amin már rajta lesz a teljes változata a A Choice With No Regrets visual novelnek, ami Levi és Erwin múltjáról szól. Ezen kívül Haganeja Dzsin visual novelje (Eren és Levi lesznek a szereplői), és Szeko Wall Sina, Goodbye című műve is ezen szerepel majd, ami középpontjában Annie áll.
Az akció játékot Attack on Titan: The Last Wings of Mankind (進撃の巨人 ～反撃の翼～, Singeki no Kjodzsin ~Hangeki no Cubasza~, Hepburn-átírással: Shingeki no Kyojin ~Hangeki no Tsubasa~) címmel a Spike Chunsoft fejleszti Nintendo 3DS-re, és 2013. december 5-én fog megjelenni.

### Film
Az élőszereplős film még előkészületek alatt áll. 2012 decemberében arról számoltak be, hogy Nakasima Tecuja elhagyta a pozícióját mint a film rendezője. A Toho stúdió szerint, Nakasima nagyon nagy változtatásokat akart véghezvinni a forgatókönyvben.

### Egyéb média
Két kalauz jelent meg a mangához, Inside and Outside címen 2013. április 9-én és 2013. szeptember 9-én. Ezek vázlatokat, karakter profilokat és interjúkat tartalmaznak. Észak-Amerikában a Kodansha USA együtt fogja őket kiadni 2014 nyarán.

## Fogadtatás
A Singeki no kjodzsin elnyerte a Kodansha manga díját sónen kategóriában 2011-ben. Az Attack on Titan volt a második legjobban fogyó képregény 2013-ban, 15 933 801 példányt adtak el az évben. 2013 júliusában már több mint 22 millió volt az eladott példányok száma Japánban.

## Fordítás
- Ez a szócikk részben vagy egészben  az   Attack on Titan című angol Wikipédia-szócikk ezen változatának fordításán alapul.  Az eredeti cikk szerkesztőit annak laptörténete sorolja fel. Ez a jelzés csupán a megfogalmazás eredetét és a szerzői jogokat jelzi, nem szolgál a cikkben szereplő információk forrásmegjelöléseként.